# Tita (Burkina Faso)
Pour les articles homonymes, voir Tita.
Ne doit pas être confondu avec Tita-Naponé.
Tita est un village de la commune rurale de Pouni département de Pouni de la province de Sanguié dans la région du Centre-Ouest au Burkina Faso.

## Géographie
Le village est traversé par la route nationale 1.

## Éducation et santé
Tita accueille un centre de santé et de promotion sociale (CSPS) tandis que le centre médical avec antenne chirurgicale (CMA) se trouve à Réo.